# Tyska Röda korsets hedersutmärkelse
Tyska Röda korsets hedersutmärkelse (tyska Ehrenzeichen des Deutschen Roten Kreuzes) är en utmärkelse som utdelas av Tyska Röda korset, instiftad 1922. Sedan 1953 har utmärkelsen två klasser.

Medalj för Tyska röda korset i Preussen emottagen av Wilhelmina von Hallwyl 1920.